# Eka Zguladzeová
Ekaterine „Eka“ Zguladzeová (gruzínsky ეკატერინე ზღულაძე, * 18. června 1978 Tbilisi) je gruzínská politička.
Vyrostla v tbiliské čtvrti Mtacminda. Studovala právo na Oklahoma State University–Stillwater a žurnalistiku na Tbiliské státní univerzitě. Pracovala jako tlumočnice a pak působila v gruzínské pobočce americké rozvojové organizace Millennium Challenge Corporation. V roce 2006 se stala náměstkyní gruzínského ministra vnitra Vana Merabišviliho. Zasloužila se o modernizaci bezpečnostních sborů i potlačení korupce a organizovaného zločinu v zemi. Proslula také svými veřejnými vystoupeními v době války v Jižní Osetii. V roce 2010 jí byl udělen Prezidentský řád znamenitosti. V září 2012 nahradila odvolaného Bača Achalaju v čele ministerstva, avšak o měsíc později o funkci přišla, když se k moci dostala strana Gruzínský sen. 
Podpořila ukrajinské hnutí Euromajdan a prezident Petro Porošenko jí udělil ukrajinské občanství. V roce 2014 nastoupila na ukrajinské ministerstvo vnitra, kde byla pověřena policejní reformou. Časopis Foreign Policy ji v roce 2015 zařadil na seznam stovky světových myslitelů. V květnu 2016 oznámila, že odstupuje z náměstkovského postu a přechází do ministrova týmu poradců. Po ruské invazi na Ukrajinu založila na pomoc obětem války nadaci Ukraine Unify. 
V letech 2011 až 2014 byl jejím manželem francouzský novinář a politik Raphaël Glucksmann, s nímž má syna Alexandra.